# Osvaldo Ardiles
Osvaldo César Ardiles (* 3. August 1952 in Córdoba) ist ein ehemaliger argentinischer Fußballspieler und derzeitiger -trainer.

## Karriere als Fußballspieler
Ardiles war in den 1970er Jahren einer der besten defensiven Mittelfeldspieler der Welt und wurde mit Argentinien 1978 Fußball-Weltmeister. Osvaldo Ardiles spielte insgesamt 52-mal in der argentinischen Fußballnationalmannschaft.
Osvaldo Ardiles wurde als einer von vier Söhnen eines fußballuninteressierten Rechtsanwalts in Córdoba, der im Herzen des Landes gelegenen zweitgrößten Stadt Argentiniens geboren. Schon früh war er ein begeisterter Straßenfußballer der schon als Siebenjähriger an der Seite seines sieben Jahre älteren Bruders antrat. Schnell war das schmächtige nur 169 cm hohe Bürscherl dann in der Jugend des örtlichen Großvereins Instituto de Córdoba zu finden. Aufgrund seiner physischen Statur war Ardiles sich nicht ganz sicher über seine langfristige Eignung als Profifußballer, wenngleich er sein Können als solches durchaus selbstbewusst beurteilte. Eifrig blieb er am Jura-Studium dran und gewann auch noch eine Provinzmeisterschaft im Tischtennis. Schließlich gewann er 1972 an der Seite von Mario Kempes, der es später vom Weltmeisterschaftstorschützenkönig gar bis zur Vienna nach Wien schaffen sollte, mit der Kampfmannschaft von Instituto die Meisterschaft von Córdoba. 1973 bei der ersten Teilnahme an der nationalen Meisterschaft belegte Instituto einen Mittelplatz.
Während Kempes zum CA Rosario Central abzog, ging Ardiles zuerst zum größeren Konkurrenten vor Ort, dem CA Belgrano. In der nationalen Meisterschaft wurde Belgrano Fünfter in einer der vier Neunergruppen und qualifizierte sich daher nicht wie die jeweils beiden Gruppenersten für die Endausspielung.
1975 folgte die nächste Beförderung. Diesmal in Form eines Wechsels in die Hauptstadt Buenos Aires zum CA Huracán. Der seit seiner ruhmreichen Zeit in den 1920ern in die Bedeutungslosigkeit abgeglittene Verein wurde in den vorangegangenen Jahren von Trainer César Luis Menotti zum spielfreudigen Gegenentwurf des in jener Ära eher destruktiven argentinischen Fußballs aufgebaut. Huracán gewann so eine Meisterschaft, das Campeonato Metropolitano von 1973, und Menotti wurde 1974, nach der enttäuschenden Weltmeisterschaft neuer Nationaltrainer. An der Seite von Spielern wie Miguel Brindisi und René Houseman gewann Ardiles mit dem Verein aus dem wenige Kilometer südwestlich des Stadtzentrums gelegenen Viertel Parque Patricios Vizemeisterschaften in den Jahren 1975 und 1976.

### Nationalmannschaft
Einstweiliger persönlicher Höhepunkt war aber wohl 1975 seine erste Berufung in die Nationalmannschaft anlässlich eines freundschaftlichen Länderkampfes in Cochabamba, wo Argentinien mit 2:1 gegen Bolivien gewann. Im August folgte dann die Südamerikameisterschaft die erstmals unter dem Namen Copa América ausgetragen wurde. Dort erzielte Ardiles in der Erstrundenpartie gegen Venezuela in Caracas kurz vor Spielende das Tor zum 5:1 Endstand, was auch sein erstes Tor für Argentinien war. Beim 11:0 gegen Venezuela in Rosario – der zweithöchste Sieg der argentinischen Nationalmannschaft nach einem 12-0 gegen Ecuador von 1942 – fügte er seinen zweiten Treffer hinzu. Aufgrund zweier Niederlagen gegen Brasilien kam Argentinien aber nicht über die erste Runde hinaus.
Dennoch hatte sich Ardiles als Stammspieler etabliert und behielt diese Rolle auch bei der Weltmeisterschaft von 1978, die in Argentinien stattfand, bei.

### Tottenham Hotspur
Nach der Weltmeisterschaft wurden Ardiles und der Mitweltmeister Ricardo „Ricky“ Villa vom Racing Club vom Tottenham Hotspur Manager Keith Burkinshaw für die beeindruckende Gesamtsumme von £750.000 verpflichtet.
In Nordlondon avancierte er zu einem der beliebtesten Spieler in der englischen First Division. Am 2. April 1982 begann Argentinien mit militärischen Operationen um die Souveränität über die Malwinen (Falklandinseln) zurückzuerlangen. Am Tag darauf besiegte Tottenham Leicester City im FA Cup mit 2:0, doch Ardiles wurde bei jeder Ballberührung ausgebuht. Am 4. April flog Ardiles nach Buenos Aires und war für acht Monate nicht mehr in London zu sehen.

### Weltmeisterschaft 1982
Bei der ab Juni in Spanien stattfindenden Weltmeisterschaft in Spanien, bei der der 21-jährige Diego Maradona Argentiniens Star war, nahm Ardiles an allen Spielen des Titelverteidigers teil, der aber in der im Gruppenmodus ausgetragenen zweiten Runde an den wohl besten Mannschaften des Turniers, Brasilien und Italien, scheiterte.

### Halbsaison in Paris
Zu Beginn der Saison 1982/83 bot sich ein Ausleihgeschäft mit Paris Saint Germain an, das Ardiles gerne annahm. So überdauerte er dort den Falklandkrieg, bei dem sein Cousin José, ein Luftwaffenpilot, ums Leben kam. Seine Leistungen in der Ligue 1 bezeichnete er selbst als „beklagenswert“. Dies lag wohl auch Depressionen, die ihn schon bald nach seiner Rückkehr nach London 1983 veranlassten, professionellen Beistand zu suchen.
Nach seiner Rückkehr nach London bestritt er für Tottenham im Januar und Februar jeweils ein Ligaspiel.

### In Australien bei St. George Budapest
Im Mai 1985 wurde er auf einer Gastspielreise von Tottenham nach Australien vom Sydneyer Erstligisten St. George Budapest Club angesprochen ob er nicht im weiteren Verlauf der Sommerpause in der nördlichen Hemisphäre für den Verein spielen möchte. Es kam schließlich am 10. Juni im St. George Stadion vor 4380 Zuschauern zu einem Einsatz für die von Frank Arok trainierte Mannschaft aus dem Süden Sydneys gegen den von Les Scheinflug trainierten Marconi Club aus Fairfield. Nach drei Minuten drosch Ardiles einen Freistoß an die Latte und es folgten einige sehenswerte Kombinationen mit Trevor Morgan und Robbie Slater die zu Torchancen führten. Der australische Nationalspieler Ian Gray erzielte den einzigen Treffer des Spiels, was den Sieg der Mannschaft aus den westlichen Vororten bedeutete. Damit war Ardiles' Australienabenteuer zu einem Ende gekommen.
Er blieb dann noch bis zum Ende der Saison 1987/88 bei den Nordlondonern. Da konnte er aber noch erste Erfahrungen als Trainer sammeln als nach dem 12. Spieltag gen Ende Oktober Trainer David Pleat, der ohnehin, wie es heißt, zum Abschuss vorgesehen war, wegen einer etwas peinlichen legalen Angelegenheit das Amt niederlegen musste. Ardiles übernahm als Spielertrainer mit Ray Clemence und Doug Livermore als Assistenten für fünf Spieltage die bis dahin auf Platz sieben logierende Mannschaft bis Terry Venables, schon früh in der Saison vom FC Barcelona dienstbefreit, Ende November übernahm. Ardiles' Bilanz war drei Niederlagen, zwei Unentschieden bei 1:9 Toren und ein Abfall auf Platz 10. Am Saisonende waren die Tottenhammer dann auf Platz 13.
Ardiles verabschiedete sich aber bereits Mitte März 1988 nach dem 34. von 42 Spieltagen anlässlich einer 0:3-Niederlage beim FC Wimbledon vom Verein und verbrachte den Rest der Saison in der Ausleihe bei den Blackburn Rovers in der zweiten Liga. Die Rovers wurden am Ende fünfte was sie für Entscheidungsspiele zum Aufstieg qualifizierte, wo aber der 18. der ersten Liga von damals 22 Vereinen, der FC Chelsea, eine zu hohe Hürde darstellte.

### QPR und Meistertitel in den USA 1989
In der darauf folgenden Saison bestritt er bis Januar 1989 noch acht Erstligaspiele für die Queens Park Rangers, wo er unter vielfältigen Verletzungsproblemen litt. Im März sog er sich zudem im Training einen Beinbruch zu. Bis Mitte des Jahres war er wieder hinreichend hergestellt um in der American Soccer League für die Fort Lauderdale Strikers anzutreten die sich in Finalspielen gegen Washington Stars und Boston Bolts den Meistertitel sicherten. In diesen Partien fehlte Ardiles allerdings verletzungsbedingt, was aber am Saisonende seiner Aufnahme in das ASL All-Stars Team nicht entgegenstand. Die Strikers sicherten sich schließlich in einem Entscheidungsspiel, wiederum ohne Ardiles, gegen den Sieger der Western Soccer Alliance, die San Diego Nomads den nationalen Titel.
Er beendete seine aktive Laufbahn 1991 als Spielertrainer beim Zweitligisten Swindon Town, den er zum Aufstieg führte, der aber dann nicht zustande kam, weil der Verein sich mit finanziellen Unregelmäßigkeiten hervorgetan hatte.

## Karriere als Trainer
Es folgten Trainerstationen beim Zweitligisten Newcastle United wurde er 1991/92 nach 30 von 46 Spieltagen wegen Abstiegsgefahr durch Kevin Keegan ersetzt, der den Verein noch rettete. Danach war er beim Zweitligaabsteiger West Bromwich Albion, den er zum Wiederaufstieg führte. 1994/94 wurde er mit Tottenham Hotspur 15. und in der folgenden Saison zu der Jürgen Klinsmann zum Verein geholt wurde nach 12 Spieltagen auf Platz 11 liegend terminiert. Danach war er bei Dinamo Zagreb, in Japan (Shimizu S-Pulse, Yokohama F. Marinos) und Saudi-Arabien (Al-Ittihad). Anschließend kehrte Ardiles wieder in die Heimat zum Racing Club Avellaneda zurück. Es folgte eine Station in Japan bei Tokyo Verdy. 2006 übernahm er das Traineramt bei Beitar Jerusalem, wo er im Oktober nach Meinungsverschiedenheiten mit dem Management zurücktrat. 2007 wurde er Trainer von CA Huracán in Argentinien. Von Mai 2008 bis August 2008 trainierte Ardiles den paraguayischen Erstligisten Club Cerro Porteño.

## Sonstiges
Als Mittelfeldspieler trug Ardiles bei der Weltmeisterschaft 1982 die Nummer 1, da die Trikotnummern mit Ausnahme der Nummer 10 von Maradona in alphabetischer Reihenfolge vergeben wurden.
1981 spielte er im Spielfilm Flucht oder Sieg neben Sylvester Stallone, Michael Caine und vielen anderen berühmten Fußballern mit.

## Titel
- Fußball-Weltmeister: 1978

- UEFA-Cup: 1984
- FA Cup (England): 1981, 1982
- American Soccer League: 1989